# Mosén Martín de Peralta

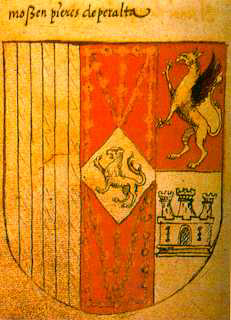
Escudo de Mosen Pierres de Peralta. Padre de Mosen Martín de Peralta. I Señor de Valtierra

Martín de Peralta y Ezpeleta (?-1491) fue un noble, merino de la Ribera y partidario agramontés de Juan II.

## Orígenes familiares. Casa de Peralta
Mosén Martín de Peralta y Ezpeleta, fue un caballero noble navarro de la Casa de Peralta. Esta ilustre casa se remonta al siglo XII y disponía de un Palacio de Cabo de Armería - “cabeza de linaje”- en la villa que actualmente se conoce como Peralta. Pudo haber sido esta familia la que, a instancias (1182) del rey Sancho VI de Navarra, el Sabio, contribuyó a poblar el lugar en donde existía una fortaleza - en la “petra alta” - que atacó Abderramán III en la incursión de castigo del año 924. El lema en su escudo heráldico era “ad ardua per alta”
Durante el reinado de Carlos III de Navarra, el Noble (1387 - 1425) la Casa de Peralta alcanza gran notoriedad en Navarra. Los antecesores de Mosén Martín de Peralta fueron:
- Sus abuelos paternos fueron García Martínez de Peralta y Ana Sánchez Ruiz de Azagra.[a][b]. Fruto de esa relación fue:

- Su padre, Mosén Pierres de Peralta “el Viejo”.[3] El cual fue nombrado en 1399 Maestre Hostal del rey Carlos III el Noble y poco después consejero real. En 1416 fue nombrado "Ricohombre", (la primera ricohombría que se establecía en Navarra). Participó en numerosas embajadas en París (1398, 1404, 1408 y 1409) en tiempos difíciles del rey Carlos VI "el Loco" y el conflicto entre "Armagnacs" y "borgoñones". Embajador ante Castilla (1412) y Aragón (1413 - 1414), viajó a Sicilia para traer a la reina viuda Blanca. Casó en 1406 con Juana de Ezpeleta y Garro, (hija del barón de Ezpeleta de la familia de los señores de Ezpeleta y Gallipienzo, y hermana de mosén Beltrán de Ezpeleta y Garro, I vizconde de Valderro).

- Hermano primogénito de Mosens Martín de Peralta y cabeza de línea fue Pedro de Peralta y Ezpeleta o bien Mosén Pierres de Peralta "el Joven" (n. 1408 - f. 1492) político y militar navarro que fue líder de los agramonteses, durante la Guerra civil de Navarra. Fue el Primer Conde de Santisteban de Lerín, Barón de Marcilla, Señor de Peralta, Funes, Cárcar, Andosilla, Marcilla, Falces, Undiano, Azagra y Caparroso, sucediendo a su padre en sus heredades y títulos, entre ellos Gran condestable de Navarra, Capitán General del Reino, mayordomo real de don Juan, ricohombre de Navarra y principal personaje en la corte de don Juan II de Aragón, así como en la de su hijo Fernando II de Aragón, el cual le otorgó la merced de custodiar la espada del Cid (Tizona) en su Castillo palacio de Marcilla. Esta fue entregada en custodia por los Reyes Católicos a Pedro de Peralta y Ezpeleta, por sus servicios prestados a la Corona de Aragón con ocasión del matrimonio de Isabel y Fernando.

- También fue medio hermano de ambos Martín de Peralta I. Dean de Tudela y posteriormente obispo de Pamplona.

## Biografía
Mosén Martín de Peralta (y Ezpeleta) fue guerrero notable y Canciller del Reino, al servicio de D. Juan II, durante la Guerra Civil de Navarra y decidido caudillo de los agramonteses. Durante este conflicto, entre otras acciones tomó en 1455 la villa de Valtierra y a continuación, después de apoderarse de las de Mélida y Santacara, tomó por asalto y destruyó sin piedad, la villa y castillo roquero de Rada, que permanecía fiel a los Beamonteses, (partidarios del Rey legítimo D. Carlos, Príncipe de Viana).
Mosén Martín de Peralta recibió  por esta participación, de manos de Juan II de Aragón, los Señoríos de Valtierra y Arguedas. Casó el 22 de febrero de 1422 con María de Villaespesa, hija del Canciller de Navarra y posteriormente con Leonor Garro. Sus hijos fueron:
- Martín de Peralta y Garro, II Señor de Valtierra y Arguedas que tendrá la confianza del rey Juan de Albret. Casó con Leonor de Rebolledo. Les sucedió su hijo: León de Peralta Rebolledo, III Señor de Valtierra. (Nacido en 1492 en Valtierra)
- Pierres de Peralta y Garro, que casó con Inés de Mauleón, cuya hija Isabel casa con Juan Enríquez de Lacarra.